# United States Senate Committee on Energy and Natural Resources
Das United States Senate Committee on Energy and Natural Resources ist ein Ausschuss des US-Senats, der sich mit Energie, atomaren Abfall, dem öffentlichen Land und Angelegenheiten der hawaiischen Ureinwohner befasst.
Der Ausschuss hat seine Wurzeln im 1816 gegründeten Committee on Public Lands, das sich 1921 in Committee on Public Lands and Surveys umbenannte. 1946 schloss es sich im Rahmen einer größer angelegten Senatsreform mit den Ausschüssen für Angelegenheiten der Indianer, dem für US-Territorien und Angelegenheiten der Inseln, dem Ausschuss für Bergbau und dem Committee on Irrigation and Reclamation zusammen. Es firmierte danach unter dem Titel Committee on Interior and Insular Affairs. 1977 nahm es seinen heutigen Namen an, während die Angelegenheiten der Indianer wieder an einen eigenen Ausschuss, das Committee on Indian Affairs, abgegeben wurden.

## Mitglieder im 117. Kongress
| Mehrheitspartei (Demokraten) | Minderheitspartei (Republikaner) |
| --- | --- |

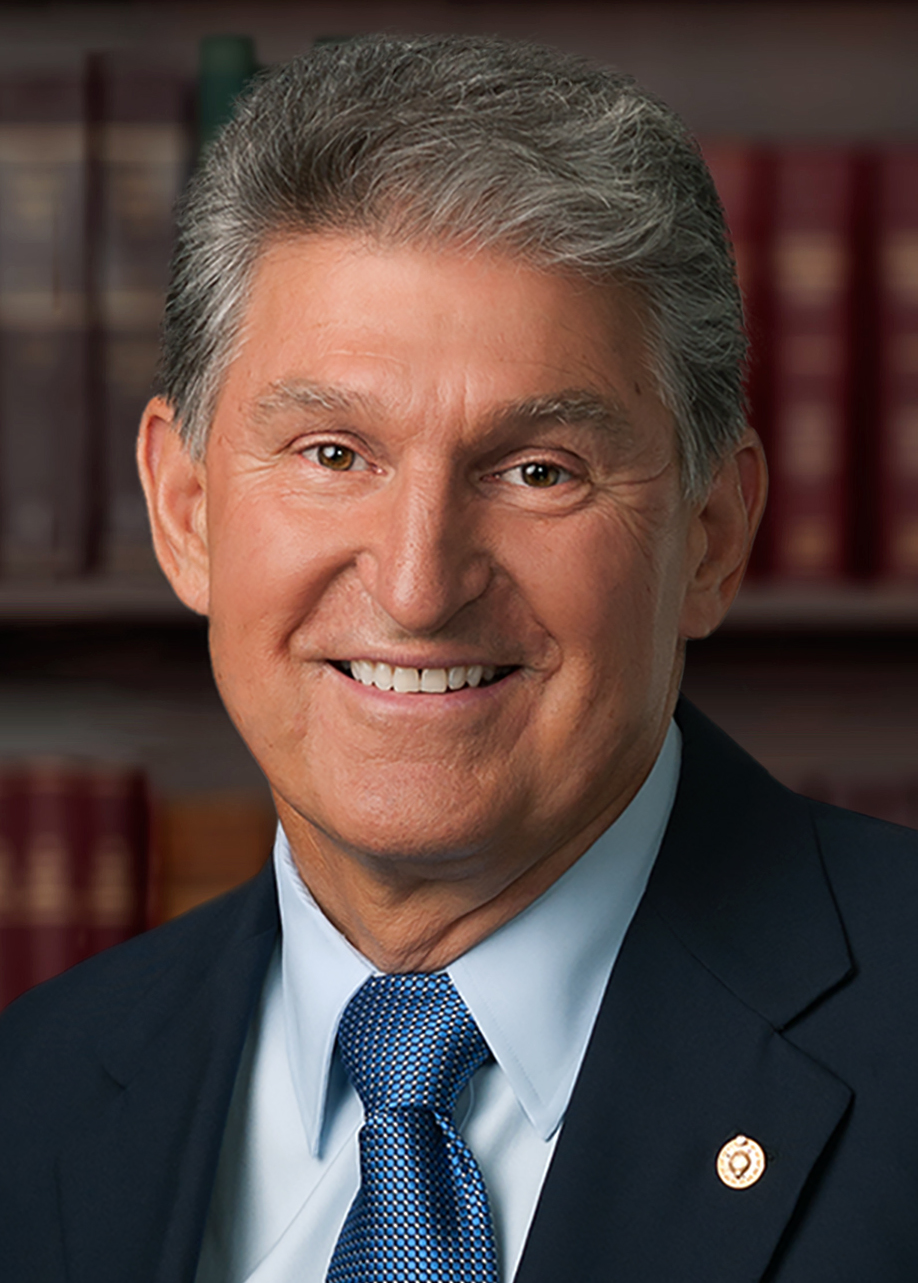
Joe Manchin, der derzeitige Vorsitzende des Ausschusses

| - Joe Manchin, West Virginia, Chair - Maria Cantwell, Washington - Ron Wyden, Oregon - Bernie Sanders, Vermont - Martin Heinrich, New Mexico - Mazie Hirono, Hawaii - Angus King, Maine - Catherine Cortez Masto, Nevada - Mark Kelly, Arizona - John Hickenlooper, Colorado | - John Barrasso, Wyoming, Ranking Member - Jim Risch, Idaho - Mike Lee, Utah - Steve Daines, Montana - Lisa Murkowski, Alaska - John Hoeven, North Dakota - James Lankford, Oklahoma - Bill Cassidy, Louisiana - Cindy Hyde-Smith, Mississippi - Roger Marshall, Kansas |

## Mitglieder im 115. Kongress

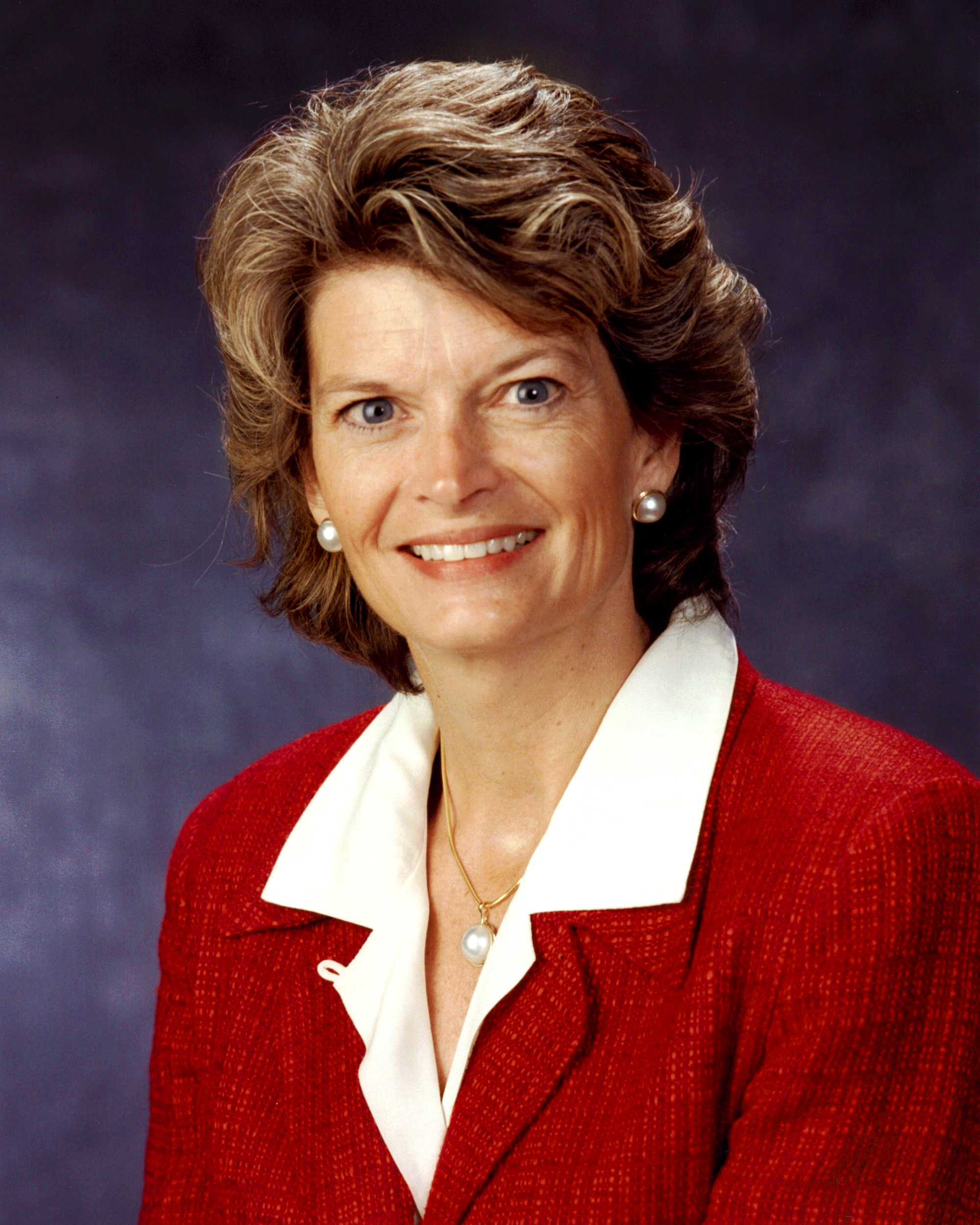
Lisa Murkowski, die damalige Vorsitzende des Ausschusses

Ausschussvorsitzende war im 115. Kongress, also von 2017 bis 2019, die Republikanerin Lisa Murkowski aus Alaska, Ranking Minority Member war die Demokratin Maria Cantwell aus Washington.

### Republikaner
| Senator               | Staat         |
| Lisa Murkowski, Chair | Alaska        |
| John Barrasso         | Wyoming       |
| Jim Risch             | Idaho         |
| Mike Lee              | Utah          |
| Jeff Flake            | Arizona       |
| Steve Daines          | Montana       |
| Cory Gardner          | Colorado      |
| Lamar Alexander       | Tennessee     |
| John Hoeven           | North Dakota  |
| Bill Cassidy          | Louisiana     |
| Rob Portman           | Ohio          |
| Shelley Moore Capito  | West Virginia |

### Demokraten
| Senator                        | Staat         |
| Maria Cantwell, Ranking Member | Washington    |
| Ron Wyden                      | Oregon        |
| Bernie Sanders                 | Vermont       |
| Debbie Stabenow                | Michigan      |
| Joe Manchin                    | West Virginia |
| Martin Heinrich                | New Mexico    |
| Mazie Hirono                   | Hawaii        |
| Angus King                     | Maine         |
| Tammy Duckworth                | Illinois      |
| Catherine Cortez Masto         | Nevada        |
| Tina Smith                     | Minnesota     |

## Unterausschüsse
- Subcommittee on Energy
  - Chairman: Mazie K. Hirono
  - Ranking Member: John Hoeven
- Subcommittee on National Parks
  - Chairman: Angus King
  - Ranking Member: Steve Daines
- Subcommittee on Public Lands, Forests, and Mining
  - Chairman: Catherine Cortez Masto
  - Ranking Member: Mike Lee
- Subcommittee on Water and Power
  - Chairman: Ron Wyden
  - Ranking Member: Cindy Hyde-Smith

(Quelle:)

## Ehemalige Vorsitzende

### Committee on Public Lands, 1816–1921
- Jeremiah Morrow (DR-OH) 1816–1819
- Thomas Hill Williams (DR-MS) 1819–1820
- Jesse B. Thomas (DR-IL) 1820–1823
- David Barton (NR-MO) 1823–1831
- William R. King (D-AL) 1831–1832
- Elias Kane (D-IL) 1832–1833
- George Poindexter (W-MS) 1833–1835
- Thomas Ewing (W-OH) 1835–1836
- Robert J. Walker (D-MS) 1836–1841
- Oliver H. Smith (W-IN) 1841–1843
- William Woodbridge (W-MI) 1843–1845
- Sidney Breese (D-IL) 1845–1849
- Alpheus Felch (D-MI) 1849–1853
- Solon Borland (D-AR) 1853
- Augustus C. Dodge (D-IA) 1853–1855
- Charles E. Stuart (D-MI) 1855–1859
- Robert Ward Johnson (D-AR) 1859–1861
- James Harlan (R-IA) 1861–1865
- Samuel C. Pomeroy (R-KS) 1865–1873
- William Sprague (R-RI) 1873–1875
- Richard James Oglesby (R-IL) 1875–1879
- Joseph E. McDonald (D-IN) 1879–1881
- Preston B. Plumb (R-KS) 1881–1891
- Joseph N. Dolph (R-OR) 1891–1893
- James Henderson Berry (D-AR) 1893–1895
- Fred Dubois (R-ID) 1895–1897
- Henry C. Hansbrough (R-ND) 1897–1908
- Knute Nelson (R-MN) 1908–1912
- Reed Smoot (R-UT) 1912–1913
- George Earle Chamberlain (D-OR) 1913–1915
- Henry L. Myers (D-MT) 1915–1919
- Reed Smoot (R-UT) 1919–1921

### Committee on Public Lands and Surveys, 1921–1947
- Reed Smoot (R-UT) 1921–1923
- Irvine Lenroot (R-WI) 1923–1924
- Edwin F. Ladd (R-ND) 1924
- Robert N. Stanfield (R-OR) 1924–1927
- Gerald Nye (R-ND) 1927–1933
- John B. Kendrick (D-WY) 1933
- Robert F. Wagner (D-NY) 1933–1937
- Alva B. Adams (D-CO) 1937–1941
- Carl Hatch (D-NM) 1941–1947

### Chairmen of the Committee on Public Lands, 1947–1948
- Hugh A. Butler (R-NE) 1947–1948

### Chairmen of the Committee on Interior and Insular Affairs, 1948–1977
- Hugh A. Butler (R-NE) 1948–1949

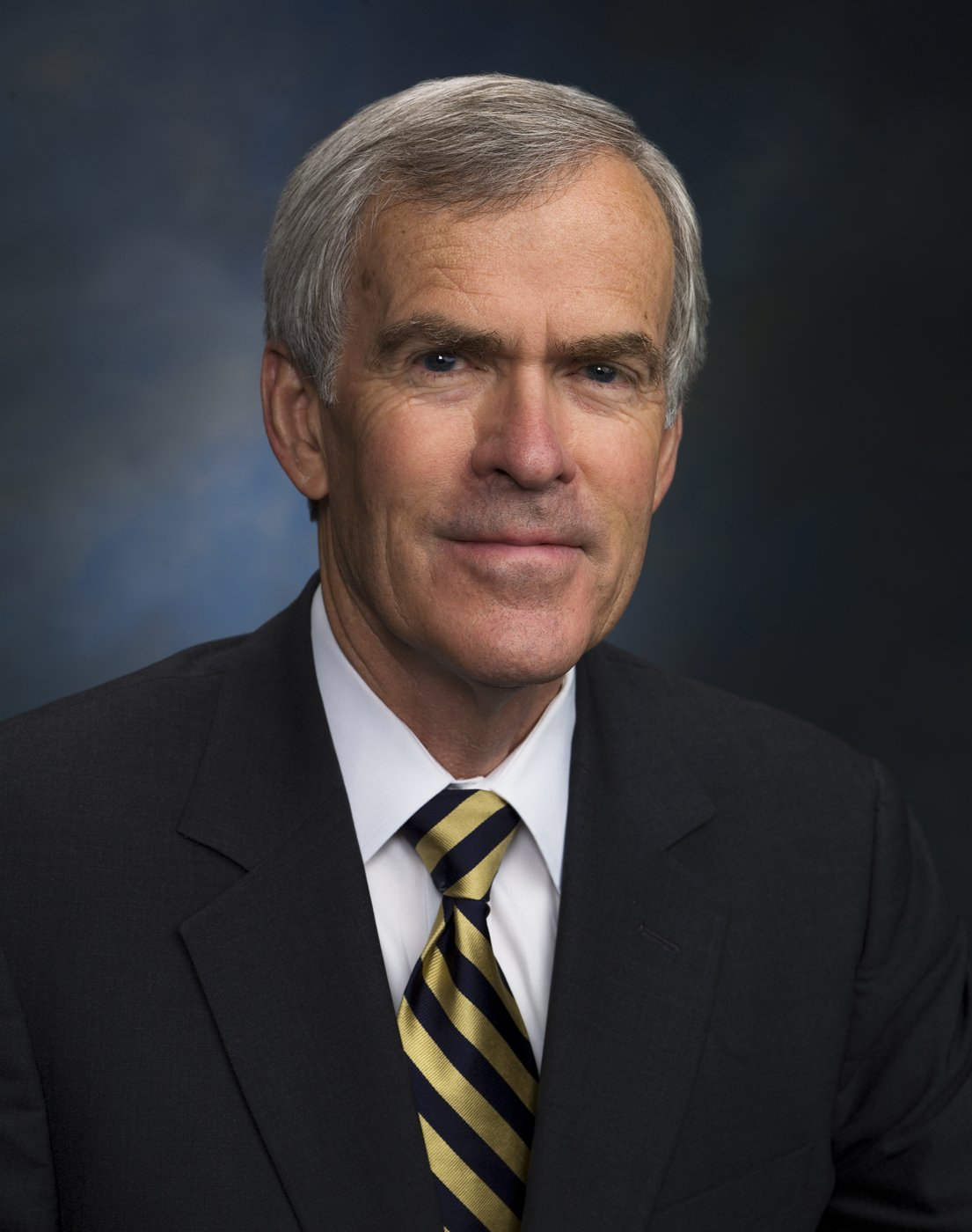
Dreimaliger Vorsitzender des Ausschusses: Jeff Bingaman

- Joseph C. O’Mahoney (D-WY) 1949–1953
- Hugh A. Butler (R-NE) 1953–1954
- Guy Cordon (R-OR) 1954–1955
- James Edward Murray (D-MT) 1955–1961
- Clinton Presba Anderson (D-NM) 1961–1963
- Henry M. Jackson (D-WA) 1963–1977

### Committee on Energy and Natural Resources, seit 1977
- Henry M. Jackson (D-WA) 1977–1981
- James A. McClure (R-ID) 1981–1987
- Bennett Johnston (D-LA) 1987–1995
- Frank Murkowski (R-AK) 1995–2001
- Jeff Bingaman (D-NM) 2001
- Frank Murkowski (R-AK) 2001
- Jeff Bingaman (D-NM) 2001–2003
- Pete Domenici (R-NM) 2003–2007
- Jeff Bingaman (D-NM) 2007–2013
- Ron Wyden (D-OR) 2013–2014
- Mary Landrieu (D-LA) 2014